# Tamara de Lempicka
Tamara de Lempicka, nascida Maria Górska, (Varsóvia, 16 de maio de 1898 – Cuernavaca, 18 de março de 1980) foi uma notável pintora art déco polaca.

## Vida
Nascida numa família abastada da Polónia, seu pai era um advogado e sua mãe uma socialite. Estudou num colégio interno em Lausana (Suíça). Em 1916 casou-se com o advogado Tadeusz Łempicki (1888-1951) em São Petersburgo, Rússia. Durante a Revolução Russa em 1917 seu marido foi preso pelos bolcheviques, mas - com intervenção da jovem esposa - foi liberado pouco tempo depois.
Após o episódio o casal transferiu-se para Paris, onde Maria adotou o nome "Tamara de Lempicka" e estudou sob a tutoria de Maurice Denis e André Lhote. Com um talento natural, progrediu rapidamente e, por volta de 1923, já expunha seu trabalho em importantes galerias. Tamara desenvolveu um estilo único e ousado (definido por alguns como "cubismo suave"), que resumia os ideais do modernismo de vanguarda da art déco.
Sua primeira grande exposição teve lugar em Milão em 1925, tendo pintado 28 novas obras em seis meses. Rapidamente tornou-se uma das mais importantes artistas de sua geração, pintando membros da nobreza europeia e socialites.

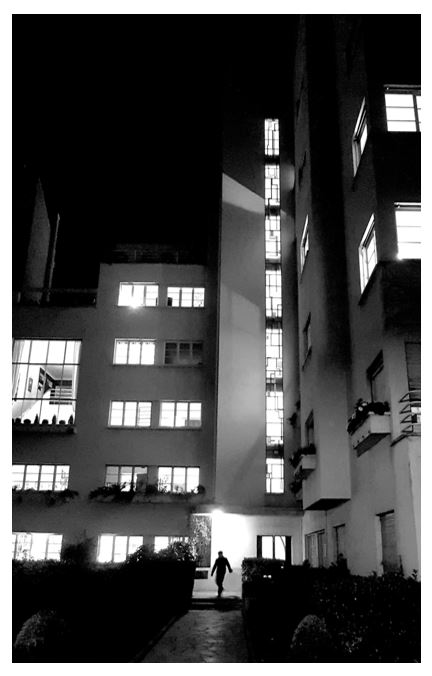
Fachada do 7, rue Méchain, seu estúdio em Paris

Tamara foi também uma notável figura boêmia parisiense, tendo conhecido nomes como Pablo Picasso e Jean Cocteau. Famosa por sua beleza física, era abertamente bissexual e seus casos com homens e mulheres causavam escândalo à época. Na década de 1920 esteve associada intimamente com mulheres lésbicas e bissexuais em círculos de artistas e escritores, como Violet Trefusis, Vita Sackville-West e Colette. Divorciou-se de seu marido oficialmente no ano de 1927.
Tamara imortalizou em vários quadros sua filha, Kizette: Kizette em Rosa de 1926; Kizette na Sacada de 1927; Kizette Dormindo de 1934; Retrato da Baronesa Kizette de 1954-1955 etc. Em outros quadros, as mulheres retratadas tendem a parecer Kizette.

## Redescoberta
Um ressurgimento do interesse pela Art Déco começou no final dos anos 1960. Uma retrospectiva de seu trabalho foi realizada na Galeria de Luxemburgo em Paris no verão de 1972, e recebeu críticas positivas. Após sua morte, suas primeiras pinturas Art Déco foram mostradas e compradas novamente. Uma peça de teatro, Tamara, foi inspirada por seu encontro com Gabriele D'Annunzio e foi encenada pela primeira vez em Toronto; em seguida, foi exibido em Los Angeles por onze anos (1984–1995) no Hollywood American Legion Post 43, tornando-se a peça de maior duração em Los Angeles, e cerca de 240 atores foram empregados ao longo dos anos. A peça também foi posteriormente produzida no Seventh Regiment Armory na cidade de Nova York. Em 2005, a atriz e artista Kara Wilson interpretou Deco Diva, uma peça de teatro de uma mulher baseada na vida de Lempicka. Sua vida e seu relacionamento com um de seus modelos é ficção em The Last Nude romance de Ellis Avery, que ganhou o American Library Association Stonewall Book Award Barbara Gittings Prêmio Literatura para 2013.